# Ordre de fantaisie

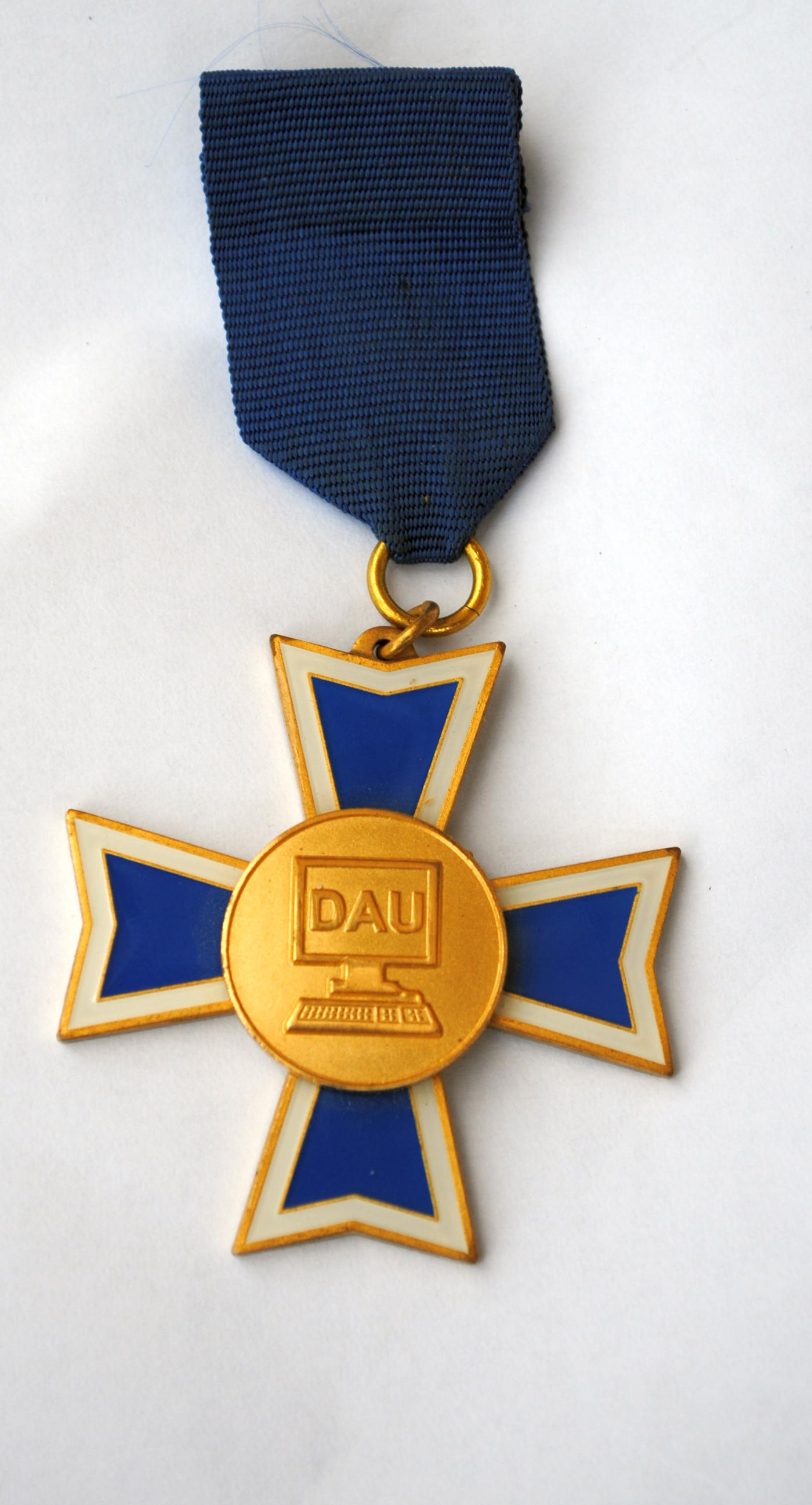
Travail à façon pour le DAU (Präwema Markneukirchen).

Un ordre de fantaisie (ou « pseudo-ordre » ou « contre-ordre ») est un ordre se donnant toutes les apparences d'un ordre de chevalerie ou même d'un ordre honorifique sans être ni l'un ni l'autre.

## Définition
Un ordre de fantaisie est un ordre ou une organisation non officielle en France, quoique officielle ou légale ailleurs, sous la forme de fondation ou d'association, comme aussi en Suisse, où la chevalerie et la noblesse, mais aussi les ordres de toutes sortes, n'existent pas officiellement, ; se donnant toutes les apparences d'un ordre de chevalerie ou même d'un ordre honorifique, décernant éventuellement décorations, distinctions et récompenses sans que leur valeur soit directement garantie par un état, « jetant une ombre fâcheuse sur la validité des véritables ordres reposant sur des bases historiques » selon l'affirmation de Claude Ducourtial-Rey, conservateur du musée national de la Légion d'honneur et des ordres de chevalerie. « Faire resurgir d'un lointain et prestigieux passé un ordre éteint depuis des siècles, mais dont le nom sonne toujours clair, ou l'inventer de toutes pièces ; le faire patronner par le très problématique allié d'une famille illustre, disparue elle aussi ; en investir dans des conditions plus que discutables des naïfs qui se croient ainsi adoubés chevaliers, devint, pour quelques spécialistes, une sorte d'industrie. »

## Responsabilité de nomination
Dans certains pays, comme en Royaume-Uni, il existe une personne détenant le droit exclusif de conférer légitimement à d’autres personnes, tous les titres d’honneurs, les titres de chevalerie, ou encore les prix de bravoure, c'est le roi qui dispose du fons honorum.
En France c'est le grand chancelier de la Légion d'honneur, de la Médaille militaire et de l'ordre national du Mérite, nommé par le président de la République, qui dispose des responsabilités étendues : il a la charge de tous les problèmes liés aux décorations en France. C'est notamment le grand chancelier qui, en plus de la police des trois décorations dont il a la charge, fait la police de toutes les décorations et ordres français, autorise le port des décorations étrangères, etc.. Il est également chancelier de l'ordre national du Mérite.
En Suisse où il n'existe aucune décoration, les décorations étrangères sont interdites pour les militaires encore en service, les élus au Parlement et les fonctionnaires fédéraux. Ceux qui possédaient une décoration avant leur élection ou leur nomination ne sont plus obligés de la rendre pour entrer en fonction. Simplement, ils doivent s’abstenir de la porter durant leur mandat. Il ne peut donc y avoir officiellement mais seulement légalement d'ordre de fantaisie, cela n’empêche pas des associations ou des fondations de proposer des breloques contre monnaies sonnantes et trébuchantes.

## Dispositions pénales
Le code de la Légion d'honneur, de la Médaille militaire et de l'ordre national du Mérite a interdit, dans son livre V article R. 214, en France, la création, la collation de décorations ou insignes ou encore l'attribution de grades ou dignités de tout ordre de fantaisie présentant une ressemblance avec des décorations française ou d'une puissance étrangère souveraine. L'article R. 215 punit également quiconque aura porté en public des insignes, rubans ou rosettes ou qui aura fait usage de grades ou dignités présentant une ressemblance avec des décorations française ou dont la dénomination présente une ressemblance avec les grades et dignités conférés par l’État.

## Listes des ordres de fantaisie
Il existe dans les sources deux listes complémentaires, l'une sur le site de l'association nationale des membres de l'ordre national du Mérite - ANMONM - qui relève du code de la Légion d'honneur, elle donne une liste avec des ajouts récents mais non datée et l'autre dans le livre de Chaffanjon Ordres et Contre-ordres de Chevalerie qui donne une liste un peu datée (1982). Toutes les deux parlent d'« ordre de fantaisie», d'ordre de chevalerie « de fantaisie » et de « décorations illégitimes ».